# Großer Preis der Türkei 2005
Der Große Preis der Türkei 2005 (offiziell 2005 Formula 1 Turkish Grand Prix) fand am 21. August auf dem Istanbul Park Circuit in Istanbul statt und war das 14. Rennen der Formel-1-Weltmeisterschaft 2005.

## Berichte

### Hintergrund
Nach dem Großen Preis von Ungarn führte Fernando Alonso in der Fahrerwertung mit 26 Punkten vor Kimi Räikkönen und mit 32 Punkten vor Michael Schumacher. In der Konstrukteurswertung führte Renault mit zwölf Punkten vor McLaren-Mercedes und mit 31 Punkten vor Ferrari.
Da der Große Preis der Türkei erstmals ausgetragen wurde, trat kein ehemaliger Sieger zu diesem Grand Prix an.

### Training
Die letzten sechs Teams der Konstrukteursmeisterschaft 2004 waren berechtigt am Freitag im freien Training ein drittes Auto einzusetzen. Diese Fahrer fuhren am Freitag, traten aber weder im Qualifying noch im Rennen an. Pedro de la Rosa (McLaren-Mercedes), Vitantonio Liuzzi (Red Bull), Ricardo Zonta (Toyota), Nicolas Kiesa (Jordan-Toyota) und Enrico Toccacelo (Minardi) nahmen in dieser Funktion an den Freitagstrainings teil.
Im ersten freien Training am Freitag war de la Rosa mit 1:27,882 Minuten Schnellster vor Räikkönen und Mark Webber. Im zweiten freien Training am Freitag fuhr Zonta dann mit 1:25,583 Minuten die schnellste Zeit vor de la Rosa und Juan Pablo Montoya.
Im dritten freien Training am Samstag war Montoya mit 1:26,857 Minuten vorne, gefolgt von Jenson Button und Alonso. Im vierten und letzten freien Training am Samstag fuhr Räikkönen dann in 1:26,120 Minuten wieder die schnellste Runde vor Button und Alonso.

### Qualifying
Im Qualifying erzielte Räikkönen die schnellste Zeit und sicherte sich seine achte Pole-Position. Zweiter wurde Giancarlo Fisichella im Renault vor seinem Teamkollegen Alonso. Takuma Satō wurde für schuldig befunden, Webber blockiert zu haben und wurde ans Ende der Startaufstellung zurückversetzt, hinter Michael Schumacher, der in Kurve 9 einen Dreher hatte und nach der Qualifikation seinen V10-Motor wechseln ließ. Satō bemerkte nicht, dass Webber sich näherte, da er Berichten zufolge keinen Funkkontakt mit dem BAR-Team hatte. Robert Doornbos konnte keine Zeit fahren, nachdem die Bremsen seines Minardi aufgrund einer falschen Montage der Bremsleitungen Feuer fingen. Der Jordan von Narain Karthikeyan wiederum erlitt zwei Motorschäden.

### Rennen
Michael Schumacher und Webber kollidierten in Runde 14. Die Hinterradaufhängung von Michael Schumachers Ferrari wurde beschädigt und er musste an die Box. Nach den Reparaturen nahm er wieder am Rennen teil, schied allerdings in der 32. Runde aufgrund der vorhandenen Beschädigungen aus. Webbers Williams verlor bei der Kollision den Nasenkegel und er musste ebenfalls zur Reparatur an die Box. 
Felipe Massa verlor bei einer Kollision in der ersten Kurve mit dem Williams seines ehemaligen Teamkollegen Nick Heidfeld den Frontflügel und das Schutzblech seines Sauber. Nachdem Ersatz montiert worden war, fuhr Massa weiter bis sein Motor in Runde 29 ausfiel. Beide Williams-Autos schieden aufgrund von Reifenschäden am rechten Hinterrad aus dem Rennen aus – Webber in Runde 21 und Heidfeld in Runde 30.
Montoya lag in der vorletzten Runde auf dem zweiten Platz, als er mit dem Jordan von Tiago Monteiro kollidierte und dabei seinen Diffusor beschädigte. In der nächsten Runde fuhr Montoya in Kurve 8 geradeaus und erlaubte so Alonso, ihn zu überholen. Montoyas schnellste Runde war über zwei Sekunden schneller als die Qualifikationszeit seines Teamkollegen.
Das Rennen gewann schlussendlich Räikkönen vor Alonso und Montoya. Die restlichen Punkteplatzierungen belegten Fisichella, Button, Jarno Trulli, David Coulthard und Christian Klien.
In der Fahrerwertung blieben die ersten drei Positionen unverändert. Fünf Rennen vor Schluss konnten auch nur noch die ersten drei Fahrer Weltmeister werden. Montoya als Vierter hatte bereits 55 Punkte Rückstand auf Alonso. In der Konstrukteurswertung blieben ebenfalls die ersten drei Positionen unverändert.

## Meldeliste
| Team                       | Nr. | Fahrer               | Chassis        | Motor           | Reifen |
| -------------------------- | --- | -------------------- | -------------- | --------------- | ------ |
| Scuderia Ferrari Marlboro  | 01  | Michael Schumacher   | Ferrari F2005  | Ferrari 53      | B      |
| Scuderia Ferrari Marlboro  | 02  | Rubens Barrichello   | Ferrari F2005  | Ferrari 53      | B      |
| Lucky Strike BAR Honda     | 03  | Jenson Button        | BAR 007        | Honda RA005E    | M      |
| Lucky Strike BAR Honda     | 04  | Takuma Satō          | BAR 007        | Honda RA005E    | M      |
| Mild Seven Renault F1 Team | 05  | Fernando Alonso      | Renault R25    | Renault RS25    | M      |
| Mild Seven Renault F1 Team | 06  | Giancarlo Fisichella | Renault R25    | Renault RS25    | M      |
| BMW WilliamsF1 Team        | 07  | Mark Webber          | Williams FW27  | BMW P84/5       | M      |
| BMW WilliamsF1 Team        | 08  | Nick Heidfeld        | Williams FW27  | BMW P84/5       | M      |
| West McLaren Mercedes      | 09  | Kimi Räikkönen       | McLaren MP4-20 | Mercedes FO110R | M      |
| West McLaren Mercedes      | 10  | Juan Pablo Montoya   | McLaren MP4-20 | Mercedes FO110R | M      |
| West McLaren Mercedes      | 35  | Pedro de la Rosa     | McLaren MP4-20 | Mercedes FO110R | M      |
| Sauber Petronas            | 11  | Jacques Villeneuve   | Sauber C24     | Petronas 05A    | M      |
| Sauber Petronas            | 12  | Felipe Massa         | Sauber C24     | Petronas 05A    | M      |
| Red Bull Racing            | 14  | David Coulthard      | Red Bull RB1   | Cosworth TJ2005 | M      |
| Red Bull Racing            | 15  | Christian Klien      | Red Bull RB1   | Cosworth TJ2005 | M      |
| Red Bull Racing            | 37  | Vitantonio Liuzzi    | Red Bull RB1   | Cosworth TJ2005 | M      |
| Panasonic Toyota Racing    | 16  | Jarno Trulli         | Toyota TF105   | Toyota RVX-05   | M      |
| Panasonic Toyota Racing    | 17  | Ralf Schumacher      | Toyota TF105   | Toyota RVX-05   | M      |
| Panasonic Toyota Racing    | 38  | Ricardo Zonta        | Toyota TF105   | Toyota RVX-05   | M      |
| Jordan Grand Prix          | 18  | Tiago Monteiro       | Jordan EJ15    | Toyota RVX-05   | B      |
| Jordan Grand Prix          | 19  | Narain Karthikeyan   | Jordan EJ15    | Toyota RVX-05   | B      |
| Jordan Grand Prix          | 39  | Nicolas Kiesa        | Jordan EJ15    | Toyota RVX-05   | B      |
| Minardi F1 Team            | 20  | Robert Doornbos      | Minardi PS05   | Cosworth TJ2005 | B      |
| Minardi F1 Team            | 21  | Christijan Albers    | Minardi PS05   | Cosworth TJ2005 | B      |
| Minardi F1 Team            | 40  | Enrico Toccacelo     | Minardi PS05   | Cosworth TJ2005 | B      |

Anmerkungen
1. 1 2 3 4 5  Nahm nur am Freitagstraining teil.

## Klassifikationen

### Qualifying
| Pos. | Fahrer               | Konstrukteur      | Zeit       | Start |
| ---- | -------------------- | ----------------- | ---------- | ----- |
| 01   | Kimi Räikkönen       | McLaren-Mercedes  | 1:26,797   | 01    |
| 02   | Giancarlo Fisichella | Renault           | 1:27,039   | 02    |
| 03   | Fernando Alonso      | Renault           | 1:27,050   | 03    |
| 04   | Juan Pablo Montoya   | McLaren-Mercedes  | 1:27,352   | 04    |
| 05   | Jarno Trulli         | Toyota            | 1:27,501   | 05    |
| 06   | Nick Heidfeld        | Williams-BMW      | 1:27,929   | 06    |
| 07   | Mark Webber          | Williams-BMW      | 1:27,944   | 07    |
| 08   | Felipe Massa         | Sauber-Petronas   | 1:28,419   | 08    |
| 09   | Ralf Schumacher      | Toyota            | 1:28,594   | 09    |
| 10   | Christian Klien      | Red Bull-Cosworth | 1:28,963   | 10    |
| 11   | Rubens Barrichello   | Ferrari           | 1:29,369   | 11    |
| 12   | David Coulthard      | Red Bull-Cosworth | 1:29,764   | 12    |
| 13   | Jenson Button        | BAR-Honda         | 1:30,063   | 13    |
| 14   | Takuma Satō          | BAR-Honda         | 1:30,175   | 20    |
| 15   | Tiago Monteiro       | Jordan-Toyota     | 1:30,710   | 14    |
| 16   | Christijan Albers    | Minardi-Cosworth  | 1:32,186   | 15    |
| 17   | Robert Doornbos      | Minardi-Cosworth  | keine Zeit | 17    |
| 18   | Jacques Villeneuve   | Sauber-Petronas   | keine Zeit | 16    |
| 19   | Narain Karthikeyan   | Jordan-Toyota     | keine Zeit | 18    |
| 20   | Michael Schumacher   | Ferrari           | keine Zeit | 19    |

Anmerkungen
1. ↑  Satō´s schnellste Zeit wurde von der Rennleitung nachträglich gestrichen.
2. 1 2 3 4  Doornbos, Villeneuve, Karthikeyan und Michael Schumacher wurde erlaubt zu starten, da sie im freien Training ausreichend schnell fuhren.
3. ↑  Karthikeyan erhielt aufgrund eines Motorenwechsels eine Startplatzstrafe von zehn Plätzen.
4. ↑  Michael Schumacher erhielt aufgrund eines Motorenwechsels und weiterer Teile eine Startplatzstrafe von zwanzig Plätzen.

### Rennen
| Pos. | Fahrer               | Konstrukteur      | Runden | Stopps | Zeit        | Start | Schnellste Runde |
| ---- | -------------------- | ----------------- | ------ | ------ | ----------- | ----- | ---------------- |
| 01   | Kimi Räikkönen       | McLaren-Mercedes  | 58     | 2      | 1:24:34,454 | 01    | 1:25,030 (40.)   |
| 02   | Fernando Alonso      | Renault           | 58     | 2      | + 18,609    | 03    | 1:25,524 (58.)   |
| 03   | Juan Pablo Montoya   | McLaren-Mercedes  | 58     | 2      | + 19,365    | 04    | 1:24,770 (39.)   |
| 04   | Giancarlo Fisichella | Renault           | 58     | 1      | + 37,973    | 02    | 1:25,604 (34.)   |
| 05   | Jenson Button        | BAR-Honda         | 58     | 2      | + 39,304    | 13    | 1:25,790 (56.)   |
| 06   | Jarno Trulli         | Toyota            | 58     | 2      | + 55,420    | 05    | 1:26,178 (52.)   |
| 07   | David Coulthard      | Red Bull-Cosworth | 58     | 2      | + 1:09,296  | 12    | 1:26,417 (58.)   |
| 08   | Christian Klien      | Red Bull-Cosworth | 58     | 2      | + 1:11,623  | 10    | 1:26,374 (58.)   |
| 09   | Takuma Satō          | BAR-Honda         | 58     | 1      | + 1:49,987  | 20    | 1:25,858 (54.)   |
| 10   | Rubens Barrichello   | Ferrari           | 57     | 2      | + 1 Runde   | 11    | 1:26,635 (45.)   |
| 11   | Jacques Villeneuve   | Sauber-Petronas   | 57     | 2      | + 1 Runde   | 16    | 1:26,967 (44.)   |
| 12   | Ralf Schumacher      | Toyota            | 57     | 2      | + 1 Runde   | 09    | 1:27,025 (38.)   |
| 13   | Robert Doornbos      | Minardi-Cosworth  | 55     | 2      | + 3 Runden  | 17    | 1:29,229 (53.)   |
| 14   | Narain Karthikeyan   | Jordan-Toyota     | 55     | 3      | + 3 Runden  | 18    | 1:29,286 (42.)   |
| 15   | Tiago Monteiro       | Jordan-Toyota     | 55     | 3      | + 3 Runden  | 14    | 1:29,035 (50.)   |
| –    | Christijan Albers    | Minardi-Cosworth  | 48     | 4      | DNF         | 15    | 1:29,392 (13.)   |
| –    | Michael Schumacher   | Ferrari           | 32     | 3      | DNF         | 19    | 1:26,991 (21.)   |
| –    | Nick Heidfeld        | Williams-BMW      | 29     | 2      | DNF         | 06    | 1:27,353 (25.)   |
| –    | Felipe Massa         | Sauber-Petronas   | 28     | 1      | DNF         | 08    | 1:26,514 (27.)   |
| –    | Mark Webber          | Williams-BMW      | 20     | 2      | DNF         | 07    | 1:26,791 (12.)   |

## WM-Stände nach dem Rennen
Die ersten acht eines Rennens bekamen 10, 8, 6, 5, 4, 3, 2 bzw. 1 Punkt(e).

### Fahrerwertung
| Pos. | Fahrer               | Konstrukteur      | Punkte |
| ---- | -------------------- | ----------------- | ------ |
| 01   | Fernando Alonso      | Renault           | 95     |
| 02   | Kimi Räikkönen       | McLaren-Mercedes  | 71     |
| 03   | Michael Schumacher   | Ferrari           | 55     |
| 04   | Juan Pablo Montoya   | McLaren-Mercedes  | 40     |
| 05   | Jarno Trulli         | Toyota            | 39     |
| 06   | Giancarlo Fisichella | Renault           | 35     |
| 07   | Ralf Schumacher      | Toyota            | 32     |
| 08   | Rubens Barrichello   | Ferrari           | 31     |
| 09   | Nick Heidfeld        | Williams-BMW      | 28     |
| 10   | Mark Webber          | Williams-BMW      | 24     |
| 11   | Jenson Button        | BAR-Honda         | 23     |
| 12   | David Coulthard      | Red Bull-Cosworth | 21     |
| 13   | Felipe Massa         | Sauber-Petronas   | 8      |

| Pos. | Fahrer             | Konstrukteur      | Punkte |
| ---- | ------------------ | ----------------- | ------ |
| 14   | Tiago Monteiro     | Jordan-Toyota     | 6      |
| 15   | Alexander Wurz     | McLaren-Mercedes  | 6      |
| 16   | Jacques Villeneuve | Sauber-Petronas   | 6      |
| 17   | Narain Karthikeyan | Jordan-Toyota     | 5      |
| 18   | Christian Klien    | Red Bull-Cosworth | 5      |
| 19   | Christijan Albers  | Minardi-Cosworth  | 4      |
| 20   | Pedro de la Rosa   | McLaren-Mercedes  | 4      |
| 21   | Patrick Friesacher | Minardi-Cosworth  | 3      |
| 22   | Takuma Satō        | BAR-Honda         | 1      |
| 23   | Vitantonio Liuzzi  | Red Bull-Cosworth | 1      |
| 24   | Robert Doornbos    | Minardi-Cosworth  | 0      |
| –    | Anthony Davidson   | BAR-Honda         | 0      |

### Konstrukteurswertung
| Pos. | Konstrukteur     | Punkte |
| ---- | ---------------- | ------ |
| 01   | Renault          | 130    |
| 02   | McLaren-Mercedes | 121    |
| 03   | Ferrari          | 86     |
| 04   | Toyota           | 71     |
| 05   | Williams-BMW     | 52     |

| Pos. | Konstrukteur      | Punkte |
| ---- | ----------------- | ------ |
| 06   | Red Bull-Cosworth | 27     |
| 07   | BAR-Honda         | 24     |
| 08   | Sauber-Petronas   | 14     |
| 09   | Jordan-Toyota     | 11     |
| 10   | Minardi-Cosworth  | 7      |